# هنرييت نيلسن
هنرييت نيلسن (بالدنماركية: Henriette Nielsen)‏ هي كاتِبة وشاعرة دنماركية، ولدت في 23 يناير 1815 في Strandgården ‏ في الدنمارك، وتوفيت في 17 يناير 1900 في Vester Torup Parish ‏ في الدنمارك.